# John Hackett
John Hackett (Londra, 15 marzo 1955) è un flautista, polistrumentista e compositore britannico, fratello minore del chitarrista Steve Hackett.
Sebbene il suo strumento principale sia il flauto traverso, suona anche la chitarra, il basso elettrico e le tastiere.
La musica di John Hackett ha radici sia nella musica classica che nel rock, tipicamente quello progressivo. Ha suonato con gruppi quali The English Flute Quartet e Westminster Camerata oltre che essere spesso apparso sia negli album che nei concerti del fratello Steve.
Fa inoltre parte dei Symbiosis, un trio di musica ambient.

## Discografia

### Con Steve Hackett
- (1975) - Voyage of the Acolyte
- (1978) - Please Don't Touch
- (1979) - Spectral Mornings
- (1980) - Defector
- (1981) - Cured
- (1983) - Bay of Kings
- (1988) - Momentum
- (1992) - Time Lapse
- (1992) - The Unauthorised Biography
- (1996) - Genesis Revisited
- (1997) - A Midsummer Night's Dream
- (1998) - Darktown
- (2000) - Sketches of Satie
- (2002) - Guitare Classique
- (2002) - Hungarian Horizons (DVD)
- (2001) - Live Archive
- (2003) - To Watch the Storms
- (2005) - Metamorpheus
- (2006) - Wild Orchids
- (2009) - Out Of The Tunnel's Mouth
- (2011) - Beyond the Shrouded Horizon
- (2012) - Genesis Revisited II

### Con i Symbiosis
- (1988) - Tears of the Moon
- (1988) - The Song of the Peach Tree Spring
- (1992) - Touching the Clouds
- (1994) - Lake of Dreams
- (1995) - Autumn Days
- (1996) - Amber and Jade
- (1999) - Sea of Light
- (2002) - The Comfort Zone
- (2005) - Dancing in Your Dreams

### Con altri
- (2012) - The Rome Pro(G)ject (with Vincenzo Ricca, Steve Hackett, Nick Magnus and many others)
- (1970) - The Road (con Quiet World)
- (1977) - The Geese and the Ghost (con Anthony Phillips)
- (1991) - Mirage And Reality (con Mae McKenna)
- (1999) - Inhaling Green (con Nick Magnus)
- (2004) - Hexameron (con Nick Magnus)
- (2009) - JL (con Algebra)
- (2010) - Children Of Another God (con Nick Magnus)
- (2010) - The Book of Bilbo and Gandalf (con Marco Lo Muscio)
- (2011) - Live 2010 (John Hackett & Nick Magnus)
- (2011) - Oddity (con Franck Carducci)
- (2013) - Playing the History  (con Steve Hackett, David Jackson, Marco Lo Muscio, Carlo Matteucci e Giorgio Gabriel
- (2015) - Les Chateaux de la Loire (Ellesmere), with Roberto Vitelli, Anthony Phillips, Luciano Regoli, others
- (2017) - "Joyce Choice" in the cd "Winter Tales" by Giorgio Coslovich
- (2017) - The Rome Pro(G)ject III - EXEGI MONVMENTVM AERE PERENNIVS (with Vincenzo Ricca, Steve Hackett, Nick Magnus and many others)
- (2020) - The Rome Pro(G)ject IV - BEATEN PATHS DIFFERENT WAYS (with Vincenzo Ricca, Steve Hackett, Nick Magnus and many others)
- (2020) - Wyrd (Ellesmere), with Roberto Vitelli, David Cross, David Jackson, Tomas Bodin, Mattias Olsson, Tony Pagliuca, Fabio Liberatori, Luciano Regoli, others
- (2022) - Livesmere (Ellesmere), with Roberto Vitelli, Fabio Liberatori, others
- (2024) - Stranger Skies (Ellesmere), with Roberto Vitelli, Clive Nolan, David Jackson, Tomas Bodin, Mattias Olsson, Graeme Taylor, John Wilkinson, Bob Hodges, others

### Come solista
- (2004) - Velvet Afternoon
- (2005) - Checking Out Of London
- (2006) - Red Planet Rhythm
- (2008) - Prelude to Summer
- (2011) - Moonspinner, per Flauto e Chitarra
- (2013) - Overnight Snow, per Flauto e Chitarra - con Nick Fletcher
- (2015) - Another Life
- (2017) - We Are Not Alone - con John Hackett Band
- (2018) - Beyond The Stars - con Nick Fletcher